# Quévy
Quévy (en wallon Kévi) est une commune francophone de Belgique située en Région wallonne dans la province de Hainaut.

## Géographie

### Sections de commune
Cette commune est composée des 10 villages suivantes:
| #  | Nom              | Superf. (km²). | Habitants (2020). | Habitants par km² | Code INS |
| -- | ---------------- | -------------- | ----------------- | ----------------- | -------- |
| 1  | Quévy-le-Petit   | 9,57           | 909               | 95                | 53084A   |
| 2  | Quévy-le-Grand   | 10,12          | 732               | 72                | 53084B   |
| 3  | Havay            | 9,22           | 797               | 86                | 53084C   |
| 4  | Givry            | 14,33          | 1.485             | 104               | 53084D   |
| 5  | Gœgnies-Chaussée | 1,34           | 294               | 220               | 53084E   |
| 6  | Aulnois          | 2,97           | 1.050             | 354               | 53084F   |
| 7  | Blaregnies       | 7,68           | 967               | 126               | 53084G   |
| 8  | Genly            | 4,76           | 1.035             | 217               | 53084H   |
| 9  | Bougnies         | 2,83           | 376               | 133               | 53084J   |
| 10 | Asquillies       | 2,15           | 435               | 203               | 53084K   |

### Communes limitrophes
|           | Frameries - Mons |          |
| Frameries | Quévy            | Estinnes |
|           | France           |          |

## Démographie

### Démographie: Commune fusionnée
En tenant compte des anciennes communes entraînées dans la fusion de communes de 1977, on peut dresser l'évolution suivante :
Les chiffres des années 1831 à 1970 tiennent compte des chiffres des anciennes communes fusionnées.
- Source: DGS , de 1831 à 1981=recensements population; à partir de 1990 = nombre d'habitants chaque 1 janvier[2]

## Politique et administration

### Conseil et collège communal 2024-2030
À la suite des résultats des élections communales du 13 octobre 2024, la coalition ayant fait l'objet d'un pacte de majorité est composée des groupes MR+ et EDD-Les Engagés :
| Parti | Parti           | %    | +/-  | Sièges | +/- |
| ----- | --------------- | ---- | ---- | ------ | --- |
|       | MR+             | 39,4 | 10,5 | 8 / 19 | 3   |
|       | PS-LB           | 38,9 | 6,7  | 7 / 19 | 2   |
|       | EDD-Les Engagés | 21,8 | 3,8  | 4 / 19 | 1   |

Le Collège communal est composé de 6 membres :
| Collège communal   |                    |             |
| ------------------ | ------------------ | ----------- |
| Bourgmestre        | David Volant       | MR - MR+    |
| 1er Échevin        | Louis Nicodème     | Les Engagés |
| 2e Échevin         | Julien Vanheesbeke | MR+         |
| 3e Échevin         | Guy Paternoster    | MR+         |
| 4e Échevine        | Aline Verbist      | Les Engagés |
| Présidente du CPAS | Sophie Boterdael   | MR - MR+    |

## Patrimoine et culture

### Lieux et monuments

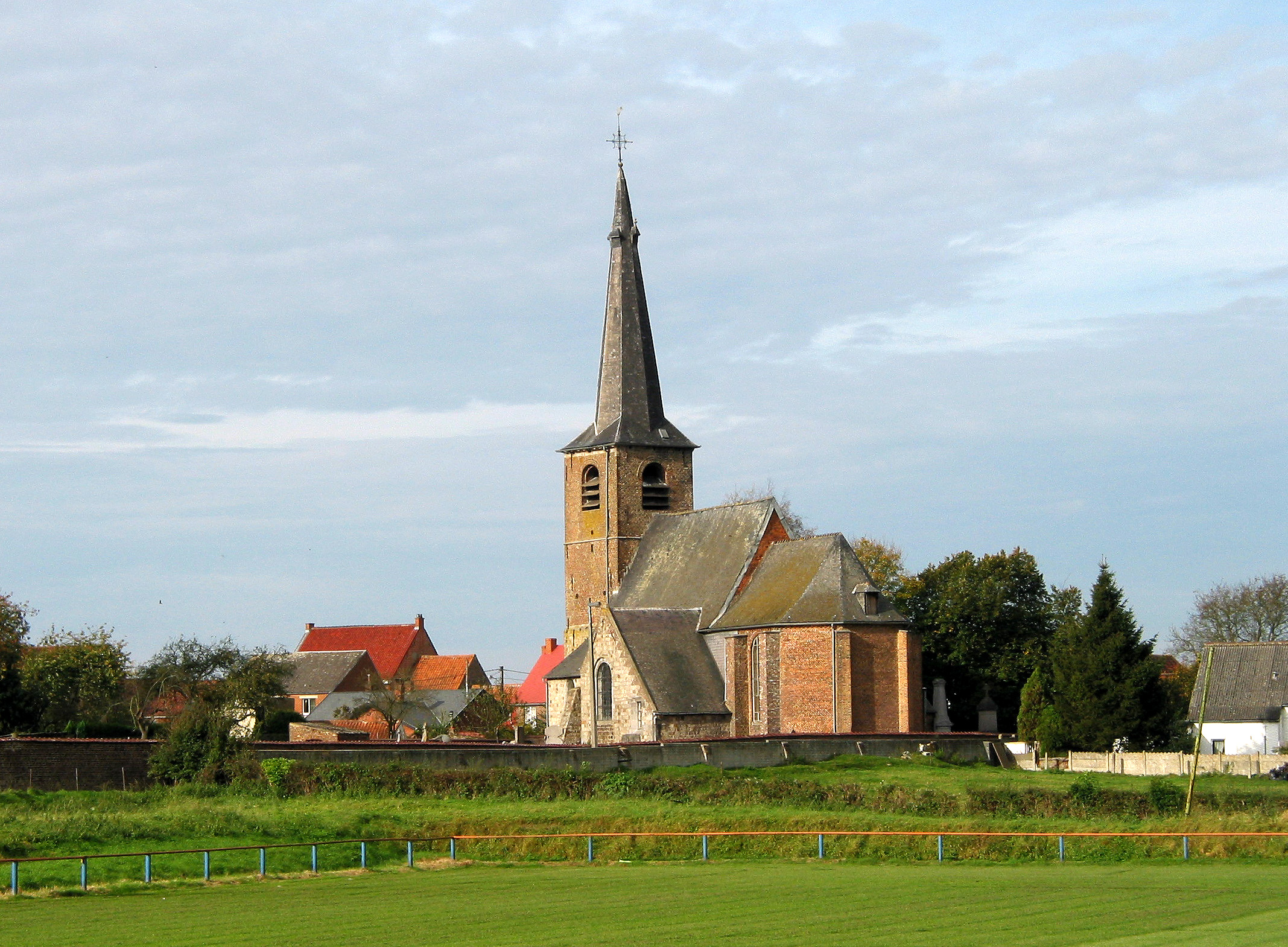
L'église Saint-Pierre à Quévy-le-Grand.

- Le patrimoine immobilier classé
- Gare de Genly

## Personnages célèbres
- Louis Piérard, ancien bourgmestre de Bougnies de 1932 à 1951. Né à Frameries en 1886, fils de Firmin Piérard, il était l'aîné d'une famille modeste. Ses deux grands-pères étaient ouvriers mineurs. Député en 1919, il fut pendant trente-trois ans un parlementaire dynamique qui s'efforça d'aider au maximum écrivains et artistes. Journaliste, écrivain lui-même, il entra à l'Académie royale de langue et de littérature françaises le 13 mars 1948 et mourut à Paris en 1951[3].